# Тадеуш Піскор
Тадеуш Людвік Піскор (пол. Tadeusz Ludwik Piskor; 1889 — 1951, Лондон, Велика Британія) — польський генерал.
Під час Першої світової війни служив в Польському Легіоні, потім воював у радянсько-польській війні (1919-1921).
У період між світовими війнами займав різні посади, у тому числі начальника Генерального штабу, інспектора армії.
Під час кампанії вересня 1939 командував армією «Люблін», надалі очолював Центральний фронт. Після вступу у війну СРСР на боці нацистської Німеччини польське військо виявилось у вкрай тяжкому становищі. 17—26 вересня відбулися дві битви під Томашувем Любельським — найбільші у вересневій кампанії після битви на Бзурі. Армії «Краків» і «Люблін» під загальним командуванням Тадеуша Піскора і основні сили Північного фронту, що перегороджували шлях на Львів, мали завдати поразки силам 7-го німецького корпусу в районі Рави-Руської. У ході запеклих боїв пробити німецьку оборону так і не вдалося, польські війська зазнали важких втрат. 20 вересня 1939 оголосив про капітуляцію Центрального фронту та потрапив у полон.
Після війни оселився в Лондоні.